# Saint-Vaast-d'Équiqueville
Saint-Vaast-d'Équiqueville è un comune francese di 626 abitanti situato nel dipartimento della Senna Marittima nella regione della Normandia.

## Società

### Evoluzione demografica

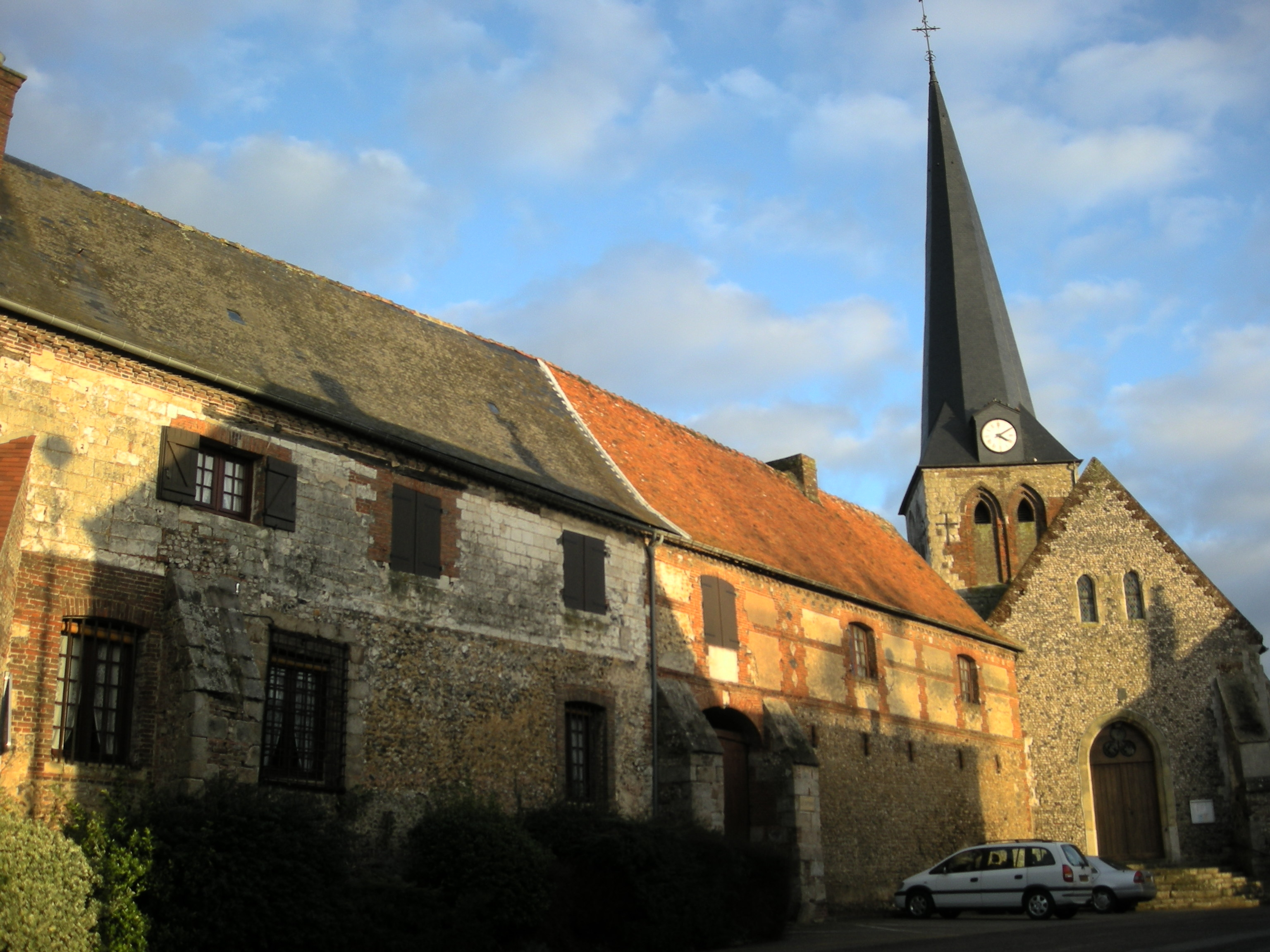

Abitanti censiti